# Giovanni Quircio
Giovanni Quircio (Campobasso, 16 aprile 1921 – Roma, 21 aprile 2000) è stato un militare e partigiano italiano.